# Temporada de huracanes en el Atlántico de 1987
La temporada de huracanes en el Atlántico de 1987 fue una temporada de huracanes menor a la media que se vio limitada por el fenómeno El Niño. La temporada comenzó oficialmente el 1 de junio de 1987, y duró hasta el 30 de noviembre de 1987, aunque la actividad se inició el 25 de mayo, cuando una depresión tropical se desarrollado a 645 km al este de Bahamas. El intervalo de fecha de junio a noviembre concionalmente delimitan el período de cada año cuando la mayoría de ciclones tropicales se forman en la cuenca atlántica. El primer ciclón en alcanzar la condición de tormenta tropical fue la tormenta tropical sin nombre, que se formó el 9 de agosto, casi un mes más tarde de lo habitual. La última tormenta del año, la depresión tropical Catorce, se fusionó con un débil ciclón extratropical el 24 de noviembre. La temporada marcó el primer año en que se emitieron advertencias y seguimientos de ciclones tropicales. Esta temporada fue una de las pocas sin muertes en los Estados Unidos.
Durante esta temporada, de las catorce depresiones tropicales que se formaron siete alcanzaron la condición de tormenta tropical. Una tormenta tropical fue, en principio, clasificada como una depresión tropical, pero fue reclasificada después de los análisis. Tres ciclones tropicales alcanzaron la condición de huracán pero solo uno se convirtió en un huracán mayor, con una categoría 3 o mayor en la escala Saffir-Simpson.
El huracán Emily, fue la tormenta más costosa de la temporada, causando 65 millones de dólares en daños (1987 USD), ya que asoló la República Dominicana y Bermudas. La depresión tropical Catorce fue la tormenta más mortífera de la temporada, causando seis muertes a su paso a través de Jamaica. De los siete ciclones que alcanzaron la condición de tormenta tropical, tres no afectaron a tierra.

## Pronósticos para la Temporada y Actividad
Previsiones de la actividad de huracanes se emiten antes de cada temporada por el experto en huracanes Dr William M. Gray y sus asociados de la Colorado State University. Una temporada promedio, tal como es definida por la NOAA, tiene entre 6 y 14 tormentas con nombre, de 4 a 8 de ellas alcanzan la categoría de huracán, y con 3 huracanes convirtiéndose en huracanes importantes. El 2 de junio de 1987 un informe sugirió que ocho tormentas tropicales se formarían durante la temporada 1987, y cinco de ellos se convertirían en huracanes.
El pronóstico anticipó más actividad que la que ocurrió en última instancia. Durante la temporada, 14 depresiones tropicales se formaron entre el 25 de mayo y el 5 de noviembre. Siete de las depresiones en fortalecieron en tormentas tropicales, seis de ellas con nombre. La depresión tropical Dos se actualizó en tormenta tropical en análisis postemporada, y como resultado no tiene nombre. Las tormentas tropicales Arlene, Emily y Floyd alcanzaron la condición de huracán durante su duración, de los cuales solo Emily llegó a la condición de huracán mayor.
Los Estados Unidos se vieron afectados por cuatro ciclones tropicales en 1987, tres de los cuales golpearon Florida. La tormenta tropical sin nombre golpeó Texas y ha afectó a gran parte de la Costa del Golfo de los Estados Unidos.

## Tormentas

### Tormenta Tropical Dos
La segunda depresión tropical de la temporada se formó en el noroeste del golfo de México desde una onda tropical el 9 de agosto. Rápidamente se fortaleció en una tormenta tropical, aunque el refuerzamiento no se conoció hasta después de los análisis de la temporada. Viajó hacia el noroeste y se acercó a la costa. La tormenta tropical llegó a tierra en Texas el 10 de agosto, y rápidamente se debilitó a una depresión tropical a medida que avanza hacia el nordeste. Giró hacia el sudeste y llegó de nuevo al golfo de México. El debilitado sistema aceleró hacia al noreste, y se disipó sobre Georgia el 17 de agosto. Poco más de 0,53 m de precipitaciones se asociaron a la tormenta, causando inundaciones y daños causados por el agua que ascendieron a 7,4 millones de dólares (1987 USD, $13,3 millones 2008 USD).

### Huracán Arlene
Un sistema de baja presión en al final de un estacionario frente frío se organizó en una depresión subtropical el 8 de agosto, cerca de la costa de Carolina del Sur, y derivó hacia el sur. La convección se hizo más organizada, y la tormenta se pasó a ser la Depresión Tropical Tres el 10 de agosto en las Bahamas. Alcanzó la condición de tormenta tropical el 11 de agosto, según los informes de los aviones Caza Huracanes. Arlene tomó un inusual recorrifo hacia el este, con dos cambios hacia el sur en su camino. Un frente de bajas presiones cerca de Bermudas inicialmente inhibió el fortalecimiento. Sin embargo, después altas presiones en el este obligaron a la tormenta a virar hacia el norte, las condiciones más favorables permitieron a Arlene intensificarse en un huracán el 22 de agosto. Después de convertirse en huracán, Arlene aceleró al noreste en las frías aguas frías del norte del océano Atlántico, y el 23 de agosto se convirtió en extratropical a mitad de camino entre Terranova e Irlanda. Los restos extratropicales torcieron hacia el sudeste y luego hacia el este, tocando tierra en la península ibérica antes de disiparse el 28 de agosto en España.
Como Arlene se acercó, los isleños de Bermudas fueron advertidos, a la espera de vientos de 80 km/h. En última instancia, la isla experimentó vientos de 60 km/h con ráfagas de 80 km/h. Un marinero ciego en un viaje a través del Atlántico no pudo llegar a puerto en Bermudas por culpa del huracán, y soportó la tormenta en mar abierto. La tormenta produjo precipitaciones moderadas a las zonas costeras de España, estableciendo un récord en el registro mensual de precipitación en Rota. El tiempo total de 14,5 días entre el inicio de su mejor recorrido y cuando alcanzó la condición de huracán es la mayor registrada para un huracán del Atlántico

### Tormenta Tropical Bret
Una perturbación tropical bien organizada se formó frente a la costa africana el 17 de agosto y se convirtió en una depresión tropical al día siguiente, según las de imágenes de satélite. Más tarde ese mismo día, el buque SS Columbus Canterrury informó de vientos de 60 km/h y una presión mínima de 1004 hPa, y la depresión se convirtió en la Tormenta Tropical Bret.
El ciclón se trasladó hacia el oeste a una velocidad de 40 km/h y alcanzó su pico de intensidad de vientos de 80 km/h y 1000 hPa de presión el 20 de agosto. 	
Una cresta de alta presión en la zona oriental del océano Atlántico, al norte de Bret, comenzó a debilitarlo y a derivarlo hacia el este el mismo 20 de agosto. Bret se movió hacia el este a una velocidad de 27 km/h el 21 de agosto. Se pensaba que Bret se reforzaría en este momento. Bret se frenó entre el 21 y 23 de agosto, pasando a solo 25–30 km/h.
El ciclón se trasladó hacia el noroeste. Bret se debilitó en una depresión el 23 de agosto, debido a la cizalladura del viento sobre el sistema. A la mañana siguiente, la depresión se convirtió en una onda tropical. La onda fue pronto absorbida por un frente de bajas presiones durante los siguientes días.

### Tormenta Tropical Cindy
El 1 de septiembre una onda tropical salió de la costa africana, y se trasladó hacia el oeste a través del océano Atlántico. Un frente de bajas presiones se trasladó hacia el sureste a través de los trópicos, y empujó la onda más hacia el norte. En general, las condiciones favorables para el desarrollo permitió a la onda organizarse en una depresión tropical el 5 de septiembre, y dos días más tarde, alcanzar la condición de tormenta tropical. Cindy siguió hacia el norte, y llegóan a un viento máximo de 80 km/h el 8 de septiembre antes de girar al noreste. Fuertes vientos en los niveles superiores debilitaron la tormenta, y después de dos días como una tormenta tropical, Cindy se convirtió en extratropical el día 10 al noroeste de la Azores. Cindy no afectó a ninguna tierra.

### Tormenta Tropical Dennis
Una depresión tropical se formó el 8 de septiembre frente a las costas de África. Se movió hacia el oeste, pasando al sur de las islas de Cabo Verde, y basándose en las imágenes del satélite se estima que alcanzó la condición de tormenta tropical el 10 de septiembre. La tormenta tropical Dennis siguió intensificándose gradualmente, y el 11 de septiembre alcanzó un pico de vientos de 80 km/h y una presión mínima de 1000 hPa . Posteriormente, el ciclón se debilitó a tormenta tropical, el 14 de septiembre, y se esperaba que Dennis se debilitara inmediatamente a depresión tropical. Sin embargo, Dennis siguió siendo una tormenta tropical durante cuatro días más antes de deteriorarse a una depresión tropical el 18 de septiembre, según la información obtenida por un avión caza huracanes. La depresión torció abruptamente hacia el noroeste. El 19 de septiembre viró al noreste, y el 20 de septiembre Dennis se fusionó con una borrasca extratropical.

### Huracán Emily
Una depresión tropical, la décima de la temporada, se formó el 20 de septiembre. Pronto se convirtió en una tormenta tropical en la costa de América del Sur. Emily se fortaleció rápidamente hasta convertirse en un huracán en menos de 48 horas el 22 de septiembre.
Entonces el ciclón comenzó lentamente a girar al norte, y pronto tocó tierra en la República Dominicana, donde tres personas murieron y causó 30 millones de dólares (1987 USD, 56 millones en 2008 USD) en daños. Emily pasó por encima de la Española, y giró al noreste, y finalmente llegó a tierra en las Bermudas, donde causó 35 millones de dólares (1987 USD, 66 millones en 2008 USD) en daños, aunque no hubo víctimas. Se debilitó en tormenta tropical después de tocar tierra, alcanzando un máximo de 200 km/h en la velocidad del viento, y una categoría 3 en la escala Saffir-Simpson de huracanes3.
Después de un máximo de vientos de 150 km/h, Emily se disipó el 26 de septiembre. Miles de aves migratorias se refugiaron en las Bermudas durante la tormenta. Después de que la tormenta pasara Bermudas, Emily se convirtió en el huracán con el movimiento más rápido de todo el siglo anterior, desplazándose a un ritmo de 111 km/h. Emily fue el primer huracán en el mar Caribe desde el huracán Katrina de la temporada de 1981.

### Huracán Floyd
Una amplia zona de baja presión se organizó en una depresión tropical frente a las costas de Nicaragua el 9 de octubre. Después de la deriva hacia el sureste, giró hacia el norte-noroeste y se transformó en una tormenta tropical el 10 de octubre. Después de cruzar la parte occidental de Cuba, Floyd aceleró al noreste, y alcanzó la condición de huracán en la tarde del 12 de octubre. Pasó a través de los cayos de Florida antes de entrar en un frente estacionario de aire frío y seco. Su convección se hizo muy desorganizada, y Floyd se debilitó a una tormenta tropical a principios del 13 de octubre al sureste de Miami; la tormenta cruzó las Bahamas, y se convirtió en un ciclón extratropical antes de ser absorbida por el frente el 14 de octubre.
El daño en Florida fue mínimo debido a la naturaleza desorganizada del huracán. Floyd trajo hasta 256 mm de precipitaciones en el estado, causando daños moderados en los cultivos de la porción sur del estado. Además, un tornado generado por la tormenta dañó parte de los cayos de Florida. En general los daños ascendieron a 500.000 dólares (1987 USD, 948.000 en 2008 USD), sin muertos ni heridos.

## Estadísticas de temporada
| Escala de huracanes de Saffir-Simpson                                               |
| Depresión tropical - Tormenta tropical - Cat. 1 - Cat. 2 - Cat. 3 - Cat. 4 - Cat. 5 |

| Nombre                      | Fechas activo                  | Categoría de tormenta en intensidad máxima | Vientos máx. (km/h) | Presión min (hPa) | ACE     | Áreas afectadas                 | Áreas afectadas  | Áreas afectadas    | Daños (en millones USD) | Muertos |
| Nombre                      | Fechas activo                  | Categoría de tormenta en intensidad máxima | Vientos máx. (km/h) | Presión min (hPa) | ACE     | Lugar                           | Fecha            | Vientos (km/h)     | Daños (en millones USD) | Muertos |
| --------------------------- | ------------------------------ | ------------------------------------------ | ------------------- | ----------------- | ------- | ------------------------------- | ---------------- | ------------------ | ----------------------- | ------- |
| Uno                         | 25 de mayo – 1 de junio        | Depresión tropical                         | 35 mph (56 km/h)    | Desconocida       | 0       | Florida                         | 31 de mayo       | 35 mph (56 km/h)   | Menor                   | 0       |
| Sin Nombre*                 | 9 – 17 de agosto               | Tormenta tropical                          | 45 mph (72 km/h)    | 1007              | 0,603   | alrededor de Port Arthur, Texas | 10 de agosto     | 40 mph (64 km/h)   | 13                      | 0       |
| Sin Nombre*                 | 9 – 17 de agosto               | Tormenta tropical                          | 45 mph (72 km/h)    | 1007              | 0,603   | Florida                         | 15 de agosto     | 20 mph (32 km/h)   | 13                      | 0       |
| Arlene                      | 10 – 28 de agosto              | Huracán categoría 1                        | 75 mph (121 km/h)   | 987               | 11,9    | España                          | 27 de agosto     | 15 mph (24 km/h)   | Menor                   | 0       |
| Cuatro                      | 14 – 15 de agosto              | Depresión tropical                         | 35 mph (56 km/h)    | Desconocida       | 0       | Ninguno                         | Ninguno          | Ninguno            | 0                       | 0       |
| Bret                        | 18 – 24 de agosto              | Tormenta tropical                          | 50 mph (80 km/h)    | 1000              | 2,35    | Ninguno                         | Ninguno          | Ninguno            | 0                       | 0       |
| Seis                        | 31 de agosto – 4 de septiembre | Depresión tropical                         | 35 mph (56 km/h)    | Desconocida       | 0       | Ninguno                         | Ninguno          | Ninguno            | 0                       |         |
| Cindy                       | 5 – 10 de septiembre           | Tormenta tropical                          | 50 mph (80 km/h)    | 1000              | 1,91    | Ninguno                         | Ninguno          | Ninguno            | 0                       | 0       |
| Ocho                        | 5 – 8 de septiembre            | Depresión tropical                         | 35 mph (56 km/h)    | Desconocida       | 0       | Ninguno                         | Ninguno          | Ninguno            | 0                       | 0       |
| Nueve                       | 6 – 10 de septiembre           | Depresión tropical                         | 35 mph (56 km/h)    | Desconocida       | 0       | Myrtle Beach, Carolina del Sur  | 7 de septiembre  | 35 mph (56 km/h)   | Menor                   | 0       |
| Dennis                      | 8 – 20 de septiembre           | Tormenta tropical                          | 50 mph (80 km/h)    | 1000              | 4,07    | Ninguno                         | Ninguno          | Ninguno            | 0                       | 0       |
| Once                        | 14 – 16 de septiembre          | Depresión tropical                         | 35 mph (56 km/h)    | Desconocida       | 0       | Ninguno                         | Ninguno          | Ninguno            | 0                       | 0       |
| Emily                       | 20 – 26 de septiembre          | Huracán categoría 3                        | 125 mph (201 km/h)  | 958               | 10,1    | República Dominicana            | 23 de septiembre | 125 mph (201 km/h) | 108                     | 3       |
| Emily                       | 20 – 26 de septiembre          | Huracán categoría 3                        | 125 mph (201 km/h)  | 958               | 10,1    | Bermudas                        | 25 de septiembre | 90 mph (145 km/h)  | 108                     | 3       |
| Floyd                       | 9 – 13 de octubre              | Huracán categoría 1                        | 80 mph (129 km/h)   | 993               | 3,14    | Oeste de Cuba                   | 12 de octubre    | 70 mph (113 km/h)  | 12                      | 1       |
| Floyd                       | 9 – 13 de octubre              | Huracán categoría 1                        | 80 mph (129 km/h)   | 993               | 3,14    | Florida                         | 12 de octubre    | 75 mph (121 km/h)  | 12                      | 1       |
| Catorce                     | 30 de octubre – 4 de noviembre | Depresión tropical                         | 35 mph (56 km/h)    | 1004              | 0       | Centro de Cuba                  | 2 de noviembre   | 35 mph (56 km/h)   | 0,533                   | 6       |
| Catorce                     | 30 de octubre – 4 de noviembre | Depresión tropical                         | 35 mph (56 km/h)    | 1004              | 0       | Florida                         | 4 de noviembre   | 35 mph (56 km/h)   | 0,533                   | 6       |
| Totales de la temporada     |                                |                                            |                     |                   |         |                                 |                  |                    |                         |         |
| {{{num-ciclones}}} ciclones | 25 de mayo – 4 de noviembre    |                                            | 125 mph (201 km/h)  | '958'             | '34,36' | 11                              | 11               | 11                 | '133,533'               | 9+      |

1. Esta tormenta sin nombre se actualizó desde la Depresión Tropical Dos tras el análisis postemporada.[3]

## Energía Ciclónica Acumulada (ECA)
| ACE (104kt²) – Storm: | ACE (104kt²) – Storm: | ACE (104kt²) – Storm: | ACE (104kt²) – Storm: | ACE (104kt²) – Storm: | ACE (104kt²) – Storm: |
| --------------------- | --------------------- | --------------------- | --------------------- | --------------------- | --------------------- |
| 1                     | 11.9                  | Arlene                | 5                     | 2.35                  | Bret                  |
| 2                     | 10.1                  | Emily                 | 6                     | 1.91                  | Cindy                 |
| 3                     | 4.07                  | Dennis                | 7                     | 0.603                 | Sin nombre            |
| 4                     | 3.34                  | Floyd                 |                       |                       |                       |
| Total= 34.36 (34)     |                       |                       |                       |                       |                       |

La tabla a la derecha muestra la Energía Ciclónica Acumulada (ECA) para cada ciclón tropical formado durante la temporada. El ECA es, a grandes rasgos, una medida de la energía del huracán multiplicado por la longitud del tiempo que existió, así como de huracanes particularmente intensos. Cuanto más tiempo dure y más intenso sea el huracán conllevará una ECA más alta. El valor de ECA solo se calcula para sistemas tropicales de 34 nudos (39 mph, 63 km/h) o más y tormentas tropicales fuertes.

## Nombres de las tormentas
Los siguientes nombres fueron usados para nombrar las tormentas que se formaron en el Atlántico Norte en el 1987. Es la misma lista usada para la temporada de 1981. Ningún nombre fue retirado, por tanto será usada de nuevo en la temporada de 1993. Los nombres que no han sido usados en esta temporada están marcados con gris.
| - Arlene - Bret - Cindy - Dennis - Emily - Floyd - Gert (sin usar) | - Harvey (sin usar) - Irene (sin usar) - Jose (sin usar) - Katrina (sin usar) - Lenny (sin usar) - Maria (sin usar) - Nate (sin usar) | - Ophelia (sin usar) - Philippe (sin usar) - Rita (sin usar) - Stan (sin usar) - Tammy (sin usar) - Vince (sin usar) - Wilma (sin usar) |

### Nombres retirados
La Organización Meteorológica Mundial no retiró ningún nombre en la temporada de 1987 por considerarse que ningún huracán provocó daños mayores y perdidas humanas considerables.